# عزرا نحميا
 
Ezra–Nehemiah ((بالعبرية: עזרא נחמיה‏) , 'Ezrā-Nəḥemyāh) (بالعبرية: עזרא‏) ، 'Ezrā). يغطي الكتاب الفترة من سقوط بابل عام 539 قبل الميلاد إلى النصف الثاني من القرن الخامس قبل الميلاد، ويحكي عن البعثات المتعاقبة إلى القدس من زربابل وعزرا ونحميا، وجهودهم لاستعادة عبادة إله إسرائيل وإنشاء مجتمع يهودي مطهر.

## خلفية تاريخية
في أوائل القرن السادس، تمردت يهوذا على بابل ودمرت (سنة 586 قبل الميلاد). تم أسر البلاط الملكي والكهنة والأنبياء والكتبة في بابل. هناك ألقى المنفيون باللوم في مصيرهم على عصيان الله وتطلعوا إلى المستقبل عندما يُسمح للناس التائبين والمطهرين بالعودة إلى القدس وإعادة بناء الهيكل. (تم التعبير عن هذه الأفكار في الأنبياء إرميا وإشعياء، وخاصة حزقيال). شهدت الفترة نفسها صعودًا سريعًا لبلاد فارس، وفي عام 539 قبل الميلاد غزا كورش الكبير، بابل.
| ملك بلاد فارس             | الأحداث في المنطقة الأوسع                                                                                 | الارتباط مع عزرا نحميا |
| ------------------------- | --- | --- |
| كورش (550-530)            | سقوط بابل 539                                                                                             | مرسوم كورش: توجيه اليهود لإعادة بناء الهيكل؛ أول عودة للمنفيين إلى القدس، 538 ؛ تم ترميم المذبح ووضع أساسات الهيكل. |
| قمبيز (530-522)           | فتح مصر 525                                                                                               | توقف العمل في الهيكل بسبب مؤامرات السامريين. |
| داريوس الأول (522-486)    | يؤمن العرش في 520/519 بعد قتال مختلف المنافسين                                                            | أعيد اكتشاف مرسوم كورش: أعيد بناء الهيكل، في السنة السادسة لداريوس (515). في سفر دانيال، يحمل داريوس اللقب القديم داريوس الأول (ملك الكلدان = البابليون)، بينما حصل كوريش على لقب زركسيس الجديد (ملك الفرس).                                                                  |
| زركسيس (486-465)          | محاولة فاشلة لغزو اليونان، بداية الصراع مع اليونانيين للسيطرة على شرق البحر الأبيض المتوسط                | (بديل) توجيه كوريش لليهود لإعادة بناء الهيكل؛ العودة الأولى للمنفيين إلى القدس وترميم المذبح وإرساء أسس الهيكل. |
| ارتحشستا الأول (465-424)  | القمع الناجح للثورة المدعومة من اليونان في مصر، 460-456 ؛ ثورة ميجابيزوس حاكم المنطقة التي شملت يهوذا 449 | الفترة الأكثر قبولًا لوصول عزرا في "السنة السابعة لأرتحشستا"؛ العودة الثانية للمنفيين إلى أورشليم (458 إذا كان الملك هو أرتحشستا الأول، أو 428 إذا كانت السنة السابعة والثلاثين له بدلاً من السابعة). (بديل) توقف العمل في الهيكل بسبب مؤامرات السامريين؛ رسالة نحميا، ٤٤٥-٤٣٣. |
| داريوس الثاني (423-404)   | | إعادة اكتشاف مرسوم (بديل) لإعادة بناء الهيكل: إعادة بناء الهيكل، السنة السادسة لداريوس. |
| ارتحشستا الثاني (404–358) | مصر تستعيد استقلالها، 401                                                                                 | الفترة (البديلة) لوصول عزرا والعودة الثانية للمنفيين إلى القدس (398 إذا كان الملك هو أرتحشستا الثاني) |
| ارتحشستا الثالث (358–338) | استعاد مصر                                                                                                | في كتابه Historia Scholastica Petrus Comestor حدد أرتحشستا الثالث كملك أحشويروش في كتاب إستير (إستير 1: 1/10: 1-2). |
| داريوس الثالث (336-330)   | غزا الإسكندر الأكبر بلاد فارس                                                                             | |

## محتوى
كانت وجهة النظر المقبولة طوال القرن التاسع عشر ولجزء كبير من القرن العشرين هي أن سجلات وعزرا نحميا شكلا «تاريخ المؤرخ» من قبل «مؤرخ» مجهول. تم الطعن في هذا الإجماع في أواخر الستينيات في مقال هام بقلم سارة جافيت، واليوم هناك ثلاثة مواقف تهيمن على المناقشة: أولاً، تأكيد وجود تاريخ مؤرخ وشمل كل أو جزء من عزرا نحميا. ثانيًا، إنكار الجمع بين أخبار الأيام وعزرا ونحميا؛ وثالثاً، الإيحاء بأن الاثنين كانا للمؤلف نفسه لكنهما كُتبتا في أوقات مختلفة وصدرتان كمصنفتين منفصلتين. من بين الثلاثة، من المقبول عمومًا أن عزرا نحميا يشكل عملاً موحدًا منفصلًا عن أخبار الأيام: العديد من العلماء الذين يتفقون على هذا يشملون جلالة الملك ويليامسون،  سارة جافيت، وغاري كنبرز.

## التاريخ النصي
تُرجم عزرا نحميا العبرية إلى اليونانية بحلول منتصف القرن الثاني قبل الميلاد. الترجمة اليونانية والرومانية لاسم عزرا هي Esdras ، وهناك نسختان من اليونانية Ezra-Nehemiah ، Esdras alpha (Ἔσδρας Αʹ) و Esdras beta (Ἔσδρας Βʹ). Esdras beta ، التي لا تزال تُستخدم في كنائس الناطقين باليونانية والتقاليد المسيحية الأرثوذكسية الأخرى، قريبة من النسخة العبرية القياسية،
النص الماسوري لعزرا نحميا مكتوب إلى حد كبير باللغة بالعبرية المتأخرة من الكتاب المقدس، مع وجود أقسام مهمة باللغة الآرامية التوراتية، هناك بعض المفردات بالفارسية القديمة، وتأثير ضئيل من اليونانية. 
عزرا 1 (مرسوم كورش) وعزرا 2 (قائمة العائدين) كوثائق فارسية؛ عزرا 3 - 6، الذي يحتوي على المزيد من الوثائق الفارسية المفترضة الممزوجة بسرد بضمير الغائب، يمكن أن يستند إلى الأعمال النبوية لحجي وزكريا ، اللذين كانا نشطين في ذلك الوقت؛ يُطلق أحيانًا على عزرا 7-10، جزئيًا في ضمير المتكلم، «مذكرات عزرا»،
توجد سبع وثائق فارسية مضمنة في عزرا نحميا وستة في عزرا وواحدة في نحميا. جميعها باستثناء لغة واحدة باللغة الآرامية ، اللغة الإدارية للإمبراطورية الفارسية. يقبل العديد من العلماء هذه على أنها أصلية.

## التقسيم إلى عزرا ونحميا
تمت ترجمة الكتاب العبري الوحيد «عزرا - نحميا» بعنوان «عزرا» إلى اليونانية في منتصف القرن الثاني قبل الميلاد تقريبًا.  بعد ذلك بقليل، تم عمل ترجمة يونانية ثانية، ومختلفة تمامًا، يشار إليها عادةً باسم 1 Esdras . تتضمن الترجمة السبعينية كلاً من 1 Esdras والترجمة الأقدم لعزرا-نحميا، وتسمي الكتابين باسم Esdras A و Esdras B على التوالي. لاحظ الباحث المسيحي الأول أوريجانوس أن «سفر عزرا» العبري يمكن اعتباره كتابًا «مزدوجًا». أشار جيروم، الذي كتب في أوائل القرن الخامس، إلى أن هذه الازدواجية قد تم تبنيها منذ ذلك الحين من قبل المسيحيين اليونانيين واللاتينيين. جيروم نفسه رفض الازدواجية في ترجمته الفولجاتية للكتاب المقدس من العبرية إلى اللاتينية. وبالتالي فإن جميع مخطوطات فولجاتا المبكرة تقدم عزرا نحميا ككتاب واحد،  كما يفعل شرح بيدي في القرن الثامن، وفي أناجيل القرن التاسع لألكوين وثيودولف أوف أورليانز.